# Eliott Roudil
Pour les articles homonymes, voir Roudil.
Pas d'image ? Cliquez ici

a Compétitions nationales et continentales officielles uniquement.

b Matchs officiels uniquement.
Dernière mise à jour le 1 août 2025.
Eliott Roudil, né le 30 octobre 1996 à Nantes, est un joueur français de rugby à XV évoluant aux postes de centre ou ailier.

## Carrière

### Formation
Eliott Roudil a débuté le rugby à XV au sein du club du Stade nantais dont il est originaire.
Il rejoint ensuite le centre de formation du Stade rochelais.

### En club

#### Stade rochelais (2014-2020)
Eliott Roudil fait ses débuts en Top 14 en novembre 2014 lors d'un déplacement chez l'US Oyonnax à tout juste dix-huit ans. En décembre 2014, il prolonge son contrat espoir jusqu'en 2017. Il marque son premier essai en championnat le 10 avril 2015 contre le Stade français.
Il signe son premier contrat professionnel en novembre 2016, s'engageant jusqu'en 2020.
Entre 2014 et 2020, il dispute 64 matchs de Top 14 et 20 matchs de compétitions européennes.
En février 2020, il participe avec le Stade rochelais au Supersevens 2020.
En 2020, il quitte le Stade rochelais pour rejoindre la Section paloise.

#### Section paloise Béarn Pyrénées (2020-2025)
Eliott Roudil rejoint la Section paloise en 2020 pour une durée de deux saisons. Il commence, en tant que titulaire, avec la Section lors de la première journée de Top 14 face au Montpellier Hérault Rugby au GGL Stadium (victoire paloise 23 à 26). Il inscrit son premier essai lors de la quatrième journée face au Lyon OU permettant à son équipe d'arracher le match nul 29 à 29 après la transformation d'Antoine Hastoy.
En octobre 2021, soit en début de saison 2021-2022, il prolonge son contrat avec la Section paloise de trois saisons, le liant à son club jusqu'en 2024. A la mi-mars 2022, il se blesse et manque cinq semaines de compétition.
Le 7 janvier 2023, lors de la quinzième journée de Top 14 de la saison 2022-2023, face au Lyon OU, il est victime d'une rupture du ligament croisé antérieur, marquant ainsi la fin de sa saison. Il avait déjà manqué plusieurs matches au début de la saison en raison d'une lésion méniscale qui avait nécessité une opération. Au total, Eliott Roudil a joué neuf match et inscrit un essai, contre les Dragons en Challenge Cup cette saison,.
Opéré d'un ligament croisé le 14 février 2023, il rate le début de la saison 2023-2024 mais il reprend l'entraînement en novembre 2023. Il fait son retour à la compétition le 17 février 2024, soit un an après son opération, face à l'Union Bordeaux Bègles en entrant en jeu à la 73e minute à la place de Jack Maddocks. En avril 2024, il prolonge son contrat d'une saison jusqu'en juin 2025.
Durant la saison 2024-2025, il est nommé capitaine de la Section paloise lors des matchs de Challenge Cup. Il est en revanche peu utilisé en championnat, pour ce qui est sa dernière saison avec Pau (neuf apparitions).

#### RC Vannes (à partir de 2025)
En fin de contrat avec Pau en 2025, il s'engage alors avec le RC Vannes, pour un contrat de trois saisons.

### En équipe nationale
Eliott Roudil a évolué avec l'équipe de France des moins de 20 ans et possède 16 sélections. Il dispute deux Championnats du monde junior, en 2015 et 2016,.